# Mittelenglische Literatur
Als mittelenglische Literatur bezeichnet man die Werke der Literatur, die zwischen der Eroberung Englands durch die Normannen im Jahre 1066 und der Mitte des 15. Jahrhunderts in mittelenglischer Sprache verfasst wurden.
Zu den Werken dieser Zeit zählen Versepen, lyrische Gedichte, Allegorien, Fabeln, Übersetzungen aus dem Lateinischen und dem Französischen, Werke der Geschichtsschreibung sowie Mysterienspiele und Moralitäten.
Die wichtigsten Werke mittelenglischer Literatur sind:
- im Bereich der Dichtung: The Canterbury Tales von Geoffrey Chaucer;
- im Bereich der Prosa: Le Morte d’Arthur von Thomas Malory;
- im Bereich der Dramatik: Everyman.

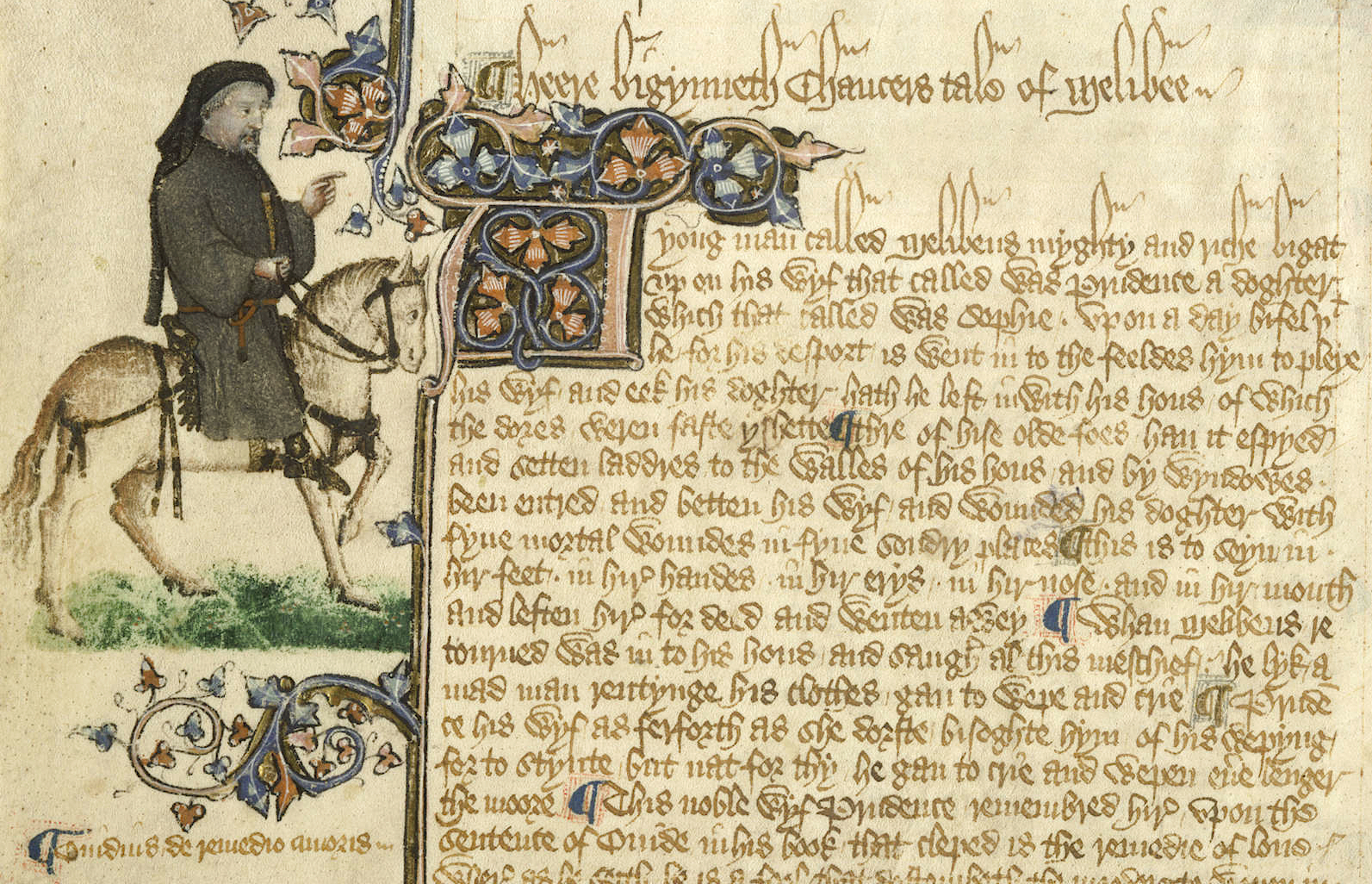
Geoffrey Chaucer, abgebildet als einer der Pilger in seinen Canterbury Tales.

## Zeitliche Abgrenzung

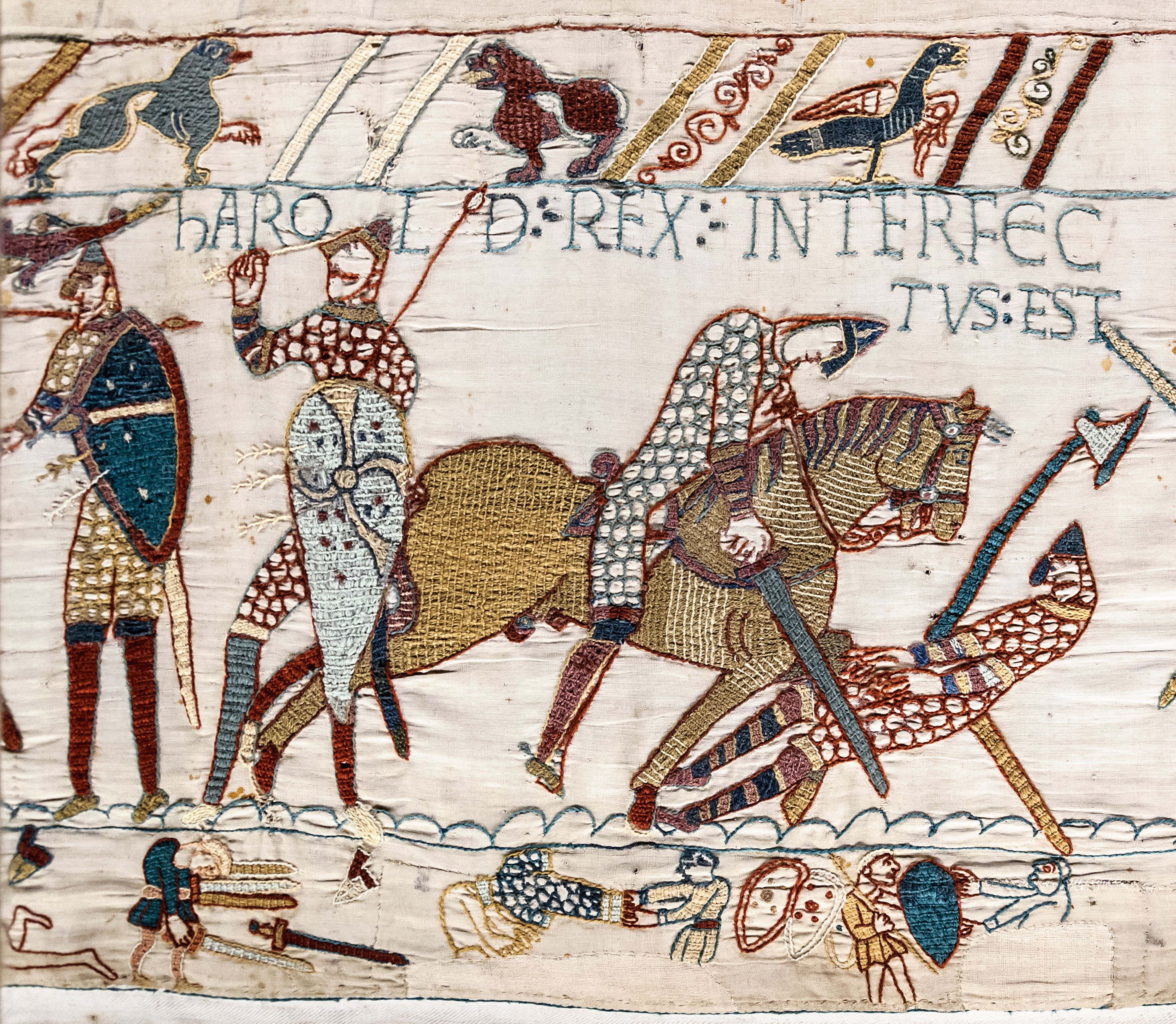
„HAROLDUS REX INTERFECTUS EST“ – der angelsächsische König Harold fällt in der Schlacht gegen die Normannen bei Hastings 1066, auf einem Ausschnitt des Teppichs von Bayeux.

Mit der Eroberung Englands wurde die Sprache am Königshof Französisch bzw. Anglonormannisch. Das Englische wurde zwar weiterhin von der Mehrzahl der Bevölkerung gesprochen, die Sprache wurde aber stark vom Französischen beeinflusst. Unter anderem durch diesen Einfluss unterscheidet sich die mittelenglische Sprache von der altenglischen Sprache. Die Periode der mittelenglischen Sprache und damit auch der mittelenglischen Literatur endete mit der frühneuenglischen Vokalverschiebung (auch Große Vokalverschiebung oder Great Vowel Shift), die ab dem 15. Jahrhundert begann. Als alternative historische Enddaten wären William Caxtons erste Druckerpresse in England 1476, das Ende der Rosenkriege 1482 und die Entdeckung Amerikas 1492 zu nennen.

## Autoren und Werke
Die Aussage, dass alle Werke der mittelenglischen Literatur die mittelenglische Sprache benutzen, erweckt einen Anschein von Einheitlichkeit, der nicht berechtigt ist. Tatsächlich ist die mittelenglische Sprache ein Spannungsfeld zwischen dem Französisch der Eroberer und dem Altenglischen der Angelsachsen. Der französische Einfluss v. a. auf den englischen Wortschatz setzte sich nur langsam durch – zuerst natürlich im Umkreis des Königshofes – und altenglische Wörter und Grammatik findet man in Teilen auch noch in mittelenglischen Werken.
Bevor der Buchdruck literarische Werke für ein breiteres Publikum erschwinglich machte – und damit den Autoren ein Einkommen ermöglichte – eigneten Schriftsteller ihre Werke häufig einem Gönner zu, bei dem sie auf Belohnung hoffen konnten.

### Mittelenglische Dichtung

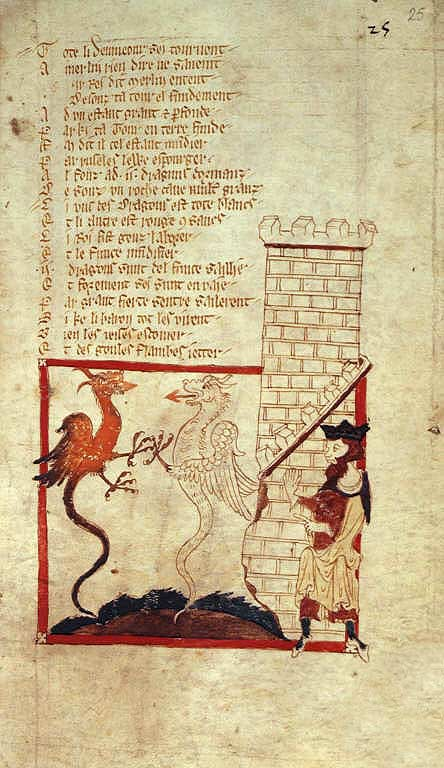
Anglonormannische Werke wie Waces Brut wurden vom Adel gelesen und inspirierten mittelenglische Autoren. In der Geschichte Vortigerns Turm machen zwei kämpfende Drachen immer wieder den Bau zunichte.

Der berühmteste mittelenglische Dichter ist Geoffrey Chaucer mit seinen Canterbury Tales und anderen Werken wie Troilus and Criseyde. Weitere bekannte Autoren und ihre Werke sind:
- John Gower (Confessio Amantis)
- William Langland (Piers Plowman)

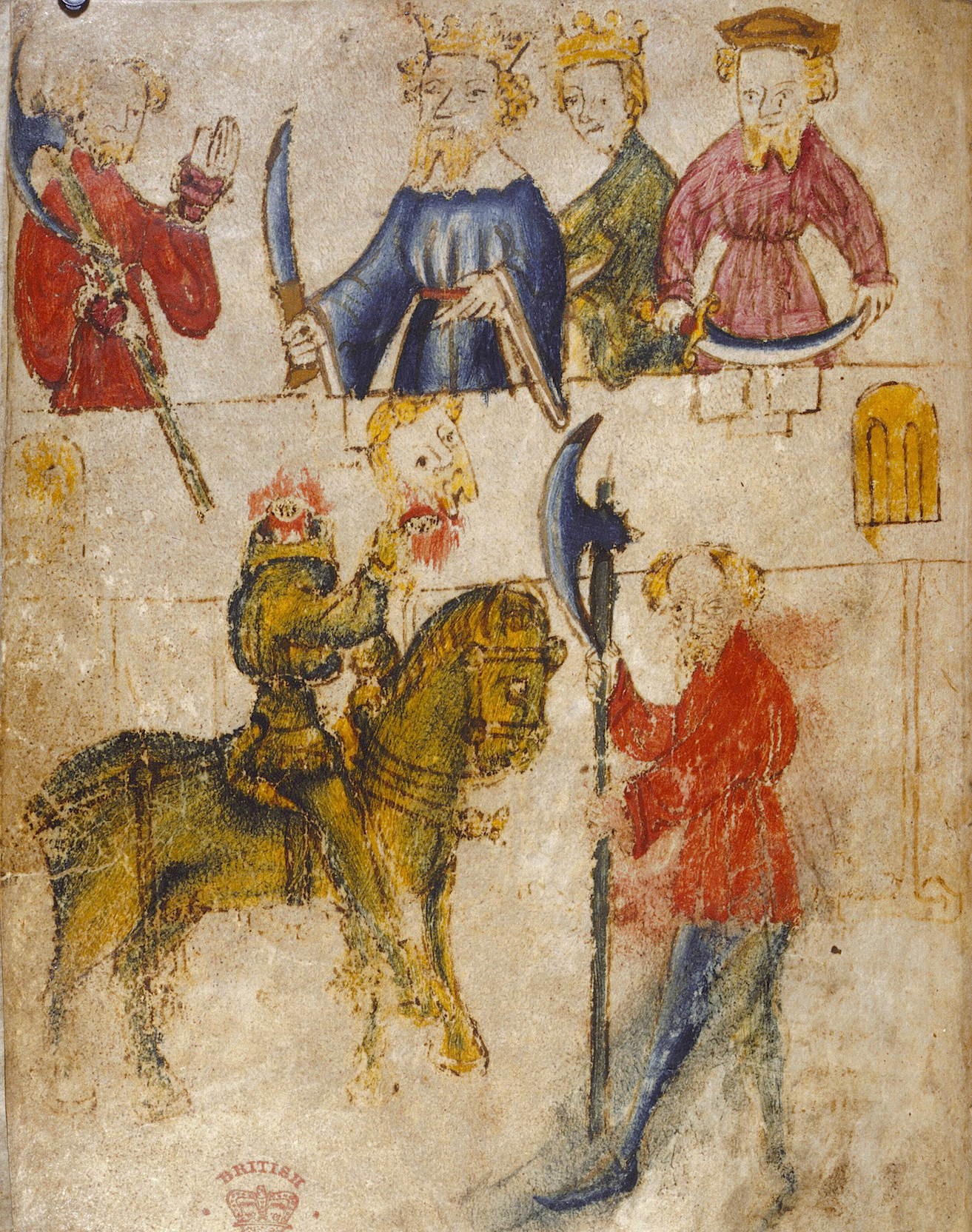
Der Grüne Ritter (unten links) hält seinen Kopf in der Hand, den Sir Gawain (rechts unten mit der Axt), gerade abgeschlagen hat. Oben in der Bildmitte König Arthur. Aus dem Manuskript Cotton Nero A.90b.

- der Dichter von Sir Gawain and the Green Knight
- John Lydgate mit Allegorien, Fabeln und Gedichten, z. B. Falls of Princes, Troy Book und Story of Thebes.
- Thomas Hoccleve (Regement of Princes or De Regimine Principum und zahlreiche Gedichte)

Daneben existiert eine große Zahl von z. T. hervorragenden, aber anonymen Gedichten. Eines davon ist The Owl and the Nightingale, ein Gedicht mit 1794 Zeilen in achtsilbigem Paarreim. Der Dichter beschreibt dahin die Diskussion einer Eule und einer Nachtigall, deren Zeuge er zufällig wird, über die unterschiedlichsten Themen wie ihr Aussehen, Aspekte der Hygiene, Religion, eine glückliche Ehe etc. Die beiden Vögel benutzen jedes erdenkliche rhetorische Mittel, um den Sieg in der Debatte davonzutragen, doch findet diese keine Auflösung, und sie verlassen den Ort, um einen Schiedsrichter aufzusuchen. Versuche, die beiden Tiere als Symbole zu deuten, lieferten keine eindeutigen Ergebnisse; die Interpretationen reichen von den Tieren als Parodie von Heinrich II. und Thomas Beckett bis zur Deutung des Textes als Lehrbeispiel für Schüler der Rhetorik.
Wie The Owl and the Nightingale, das gegen Ende des 12. oder am Anfang des 13. Jahrhunderts verfasst wurde, ist Layamons Brut ein frühes Werk der mittelenglischen Dichtung. Mit 16.000 Zeilen ist es allerdings ungleich länger; es basiert in großen Teilen auf dem anglonormannischen Roman de Brut von Wace und erzählt die Geschichte der Könige Britanniens, seit ihr legendärer Stammvater Brutus nach dem Fall von Troja auf der Insel Zuflucht suchte, bis zum letzten König vor den Angelsachsen, König Cadwallader. Brut ist das erste Beispiel für englische Artusliteratur; auf der Zeit dieses Königs liegt der deutliche Schwerpunkt des Textes. Sonst ist die Artusepik, die im 12. Jahrhundert im Umkreis englischer Höfe entstand, in anglonormannischer Sprache verfasst (vgl. Marie de France, Wace).

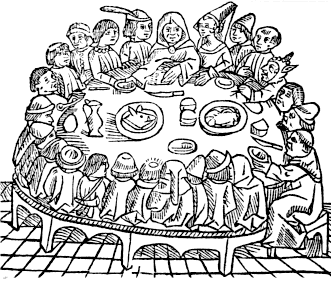
Die Pilger der Canterbury Tales in der Taverne zu Southwark, hier nicht ganz „Wel nyne and twenty in a compaignye“ (Vs. 24) – neunundzwanzig in einer Gruppe (Holzschnitt von 1484)

Bereits vor den Canterbury Tales hatte Chaucer The Book of the Duchess (Das Buch der Herzogin) geschrieben, eine Elegie auf Blanche of Lancaster, außerdem Anelida and Arcite, The House of Fame (Das Haus der Fama), The Parlement of Foules (Das Parlament der Vögel), The Legend of Good Women und Troilus and Criseyde. Alle diese Werke zeigen in Form und Sprache italienischen oder französischen Einfluss. In den Canterbury Tales, die nach 1388 entstanden, erzählt er die Geschichte des Dichters, der sich auf eine Pilgerfahrt zum Grab des Heiligen Thomas Becket in Canterbury begibt und sich in einem Wirtshaus in Southwark vor den Toren Londons 29 anderen Pilgern anschließt. Die Pilger machen sich auf die Reise; um sich die Zeit zu vertreiben, vereinbaren sie, dass jeder auf der Hin- und Rückreise je zwei Geschichten erzählen soll. Die Prologe zu jeder Erzählung ermöglichen es dem Dichter, jeden Pilger zu beschreiben, wodurch ein Porträt der damaligen Gesellschaft entsteht, die „Of sondry folk“ (Vs. 25), aus unterschiedlichen Leuten besteht, nämlich Vertretern jeder Bevölkerungsschicht vom Ritter über die Nonne bis zum Bauern. Dementsprechend unterschiedlich fallen auch die Geschichten aus, die sich z. T. an antiken Vorbildern orientieren (The Knight’s Tale) oder als derber Schwank (The Miller’s Tale) daherkommen. Auch die Sprachstile sind den Ständen der Erzähler entsprechend differenziert. Den besonderen Reiz macht nicht nur die Qualität der Geschichten selbst und die unerreichte Vielfalt der Genres aus, sondern auch die Kommentare der Pilger, die sich z. B. beleidigt fühlen, wenn in den Erzählungen ihrer Mitreisenden ein Vertreter ihres Standes negativ dargestellt wird, und in ihren eigenen Geschichten dagegenhalten. Für das Mittel der Rahmenhandlung sowie den Inhalt mehrerer Geschichten orientierte sich Chaucer am Decamerone von Boccaccio. Die Canterbury Tales waren durch diese Rahmenhandlung als monumentales Werk von 120 Geschichten angelegt (zweimal zwei Erzählungen von je dreißig Reisenden), doch Chaucer stellte nur 22 fertig (zwei davon in Prosa, die anderen in Gedichtform) und ließ zwei unvollendet. Auch als Fragment ist Chaucers Werk jedoch einzigartig in der mittelenglischen Literatur.

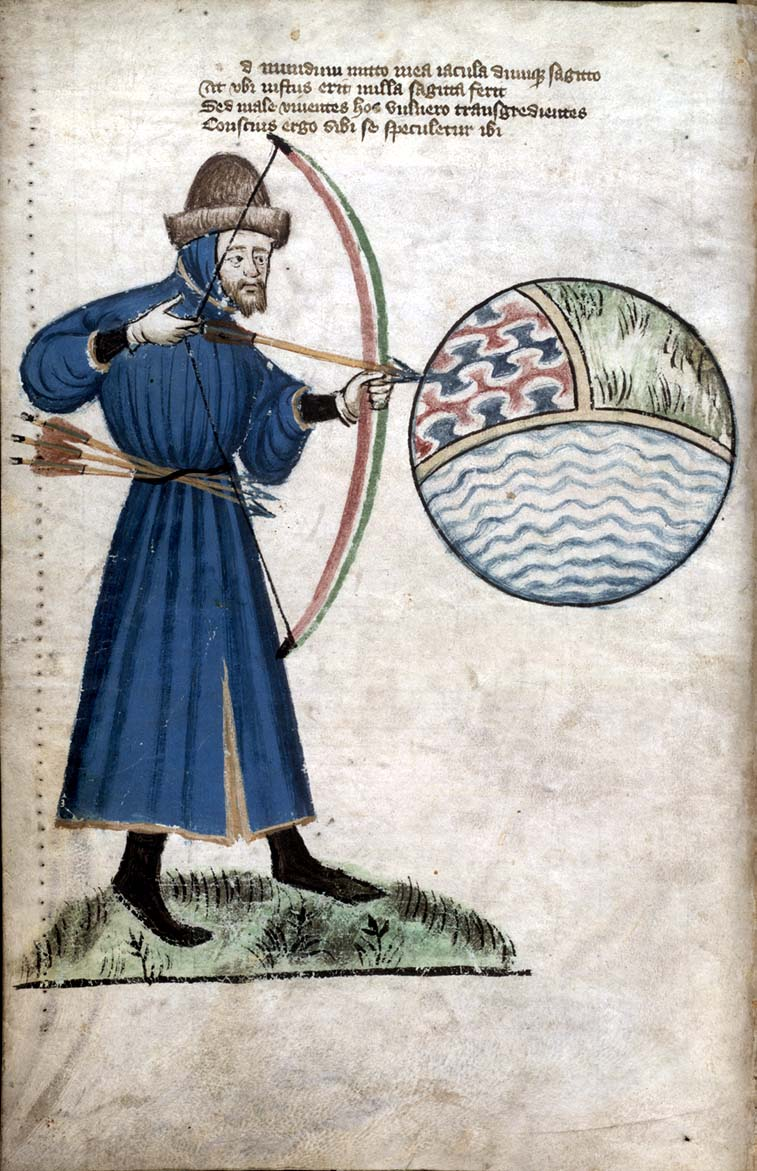
John Gower in einem Porträt aus einer Ausgabe seiner lateinischen Allegorie Vox clamantis (um 1400). Seine (verbalen) Pfeile treffen nur „male viventes“, die Menschen mit schlechtem Lebenswandel.

Zwar wurde die überragende Qualität von Chaucers Werken früh anerkannt, doch teilte er seine Popularität zu Lebzeiten mit anderen Dichtern wie John Gower. Dieser war berühmt für seine Gewandtheit seines Ausdrucks in der französischen, lateinischen und englischen Sprache. Confessio Amantis, sein bedeutendstes englisches Werk, ist ein in acht Bücher eingeteiltes Gedicht, in dem sich ein Mann darüber beschwert, dass seine Verehrung der Göttin der Liebe allzu lange fruchtlos geblieben ist. Venus verlangt von ihm die Beichte  zu ihrem Priester, die als Rahmenhandlung für die Erzählung von über 100 narrativen Gedichten benutzt wird. Keiner der Stoffe dieser Gedichte war damals neu – sie basierten auf antiken Vorbildern oder z. B. Boccaccios Decamerone – aber die Veröffentlichung in englischer Sprache machte Gowers Werk populär. Ihre Zeitgenossen feierten Gower und Chaucer als die Begründer der englischen Dichtung, doch waren es Chaucers Werke, die Vorbilder für spätere Dichter wurden, wodurch Gowers Bedeutung im Laufe der Zeit zurückging.
Piers Plowman (Peter der Pflüger) von William Langland ist ein allegorisches, alliterierendes Verswerk aus der zweiten Hälfte des 14. Jahrhunderts. Der Dichter beschreibt darin eine Traumvision eines Turmes auf einem Berg (eine Allegorie für den Himmel) und eines Verlieses in einem düsteren Tal (Allegorie für die Hölle). Dazwischen befindet sich ein „fair field full of folk“, nämlich die Welt der Menschen. Der Dichter macht sich auf die Suche nach der allegorischen Figur der Wahrheit, später nach den Figuren Dowell, Dobet und Dobest („Gut handeln“, „Besser handeln“, „Am besten handeln“); der bescheidene Pflüger aus dem Titel bietet sich ihm im ersten Teil als Führer an. Piers Plowman ist einerseits eine belehrende theologische Allegorie, die den Weg zu himmlischem Lohn führen soll, andererseits, in ihrer Darstellung der Menschen als Jäger nach irdischem Reichtum ohne Gewissen und Vernunft, eine Gesellschaftssatire. Von Langlands Werk existieren über 50 verschiedene Manuskripte, was die wissenschaftliche Diskussion erschwert.
Sir Gawain and the Green Knight ist eine Romanze in Versform, entstanden um das Jahr 1400, deren Autorenschaft umstritten ist. Sie erzählt die Geschichte von Gawain, dem Neffen König Arthurs, der die Herausforderung des riesenhaften Grünen Ritters annimmt und dessen Kopf abschlägt. Der Getroffene stirbt aber nicht, sondern kündigt Gawain an, den Schlag in einem Jahr zu entgegnen. Auf dem Weg zu diesem Duell kehrt Gawain auf Schloss Hautdesert ein. Als der Schlossherr auf die Jagd geht, bietet sich die Schlossherrin Gawain an, der zuerst ritterlich standhaft bleibt, aber einwilligt, als die Dame ihm einen Gürtel anbietet, der die Fähigkeit hat, einen Menschen vor dem Tode zu bewahren. Im Duell mit dem Grünen Ritter verschont ihn dieser, weil Gawain den Gürtel aus Liebe zum Leben genommen habe und nicht seinen Trieben nachgegeben habe. Gawain macht sich jedoch größte Vorwürfe, weil er nicht ritterlich gehandelt hat, doch zurück an Arthurs Hof stellt er fest, dass er mit seiner Selbstkritik alleine steht. In der Forschung wurden verschiedene Aspekte des Sir Gawain herausgearbeitet, z. B. den des Grünen Ritters als Allegorie der Natur und des Gawain als menschlich-unvollkommene Verkörperung christlicher Werte, der Anzweifelung von christlichen Wertvorstellungen und von der Erreichbarkeit ritterlicher Ideale sowie die Aspekte der Komik und der Perspektivwechsel in der Erzählweise. In der Virtuosität der Sprache und im Facettenreichtum des Inhalts reicht der Dichter des Sir Gawain an Chaucer heran. Im gleichen Manuskript finden sich drei weitere Gedichte vom gleichen Schreiber, allerdings mit einem stärkeren Schwerpunkt auf religiösen Gesichtspunkten, nämlich Pearl, Purity und Patience.
John Lydgate wurde durch seine Übersetzungen aus dem Lateinischen und Französischen bekannt, nämlich dem Troy Book, The Pilgrimage of the Life of Man und The Siege of Thebes, die alle vom Anfang des 15. Jahrhunderts stammen. Seine Allegorien Temple of Glass und The Complaint of the Black Knight ahmen Werke Chaucers nach, dessen Freund und Bewunderer Lydgate war.
In einer Reihe mit Lydgate zu sehen ist der Schotte Thomas Hoccleve (auch Occleve), dessen Regement of Princes or De Regimine Principum, ein moralisierendes, belehrendes Werk, das er für Heinrich V. schrieb, am bekanntesten geworden ist.

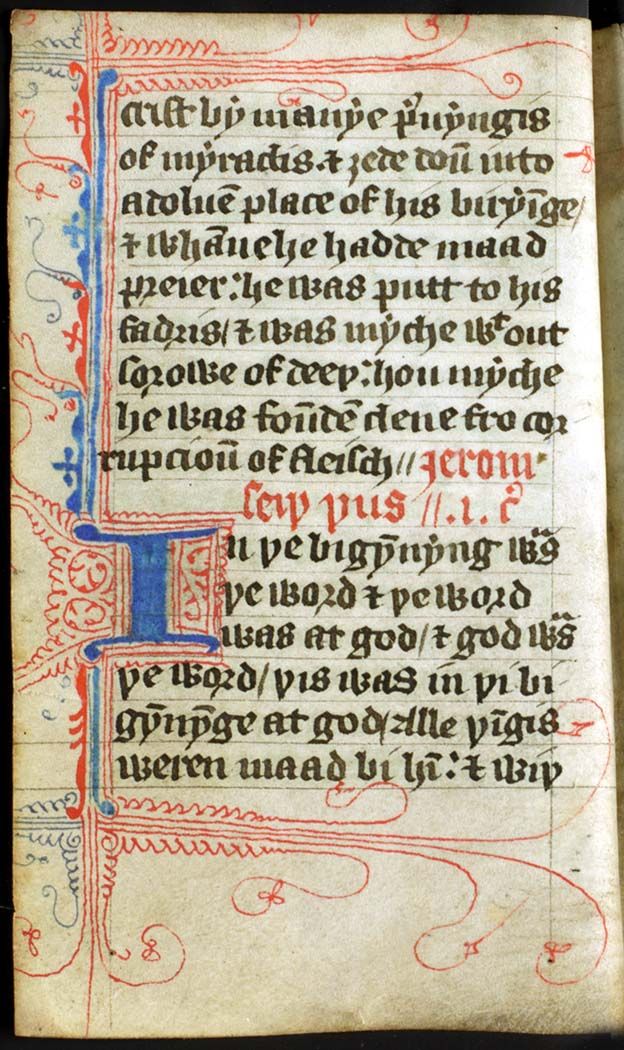
Seite der Bibelübersetzung von John Wyclif, in einem Manuskript aus dem späten 14. Jahrhundert. Dargestellt ist der Anfang des Johannesevangeliums.

### Mittelenglische Prosa
Herausragend unter den mittelenglischen Prosawerken ist die Bibelübersetzung durch den Kirchenreformer und Doktor der Theologie John Wyclif. Zwar ist unklar, welche Teile der Übersetzung von ihm geleistet wurden und welche von John Purvey, der sie überarbeitete, doch die Initiative für eine vollständige englische Bibel ging zweifelsohne von ihm aus. Ungefähr 150 Manuskripte sind heute noch von diesem Werk vorhanden.
Doch die Tage der mittelalterlichen Handschriften waren gezählt. Im Jahre 1476 revolutionierte William Caxton mit der Eröffnung einer Buchdruckerwerkstatt in England die Verbreitung der Literatur. Das erste englische Buch, seine Übersetzung einer höfischen Romanze von Raoul LeFevre, Recuyell of the Historyes of Troye, hatte er bereits 1474 in Brügge gedruckt. Nun gab er zahlreiche Übersetzungen und Originalwerke anderer Autoren heraus und versah sich oft mit lebhaften Vorworten und Epilogen.

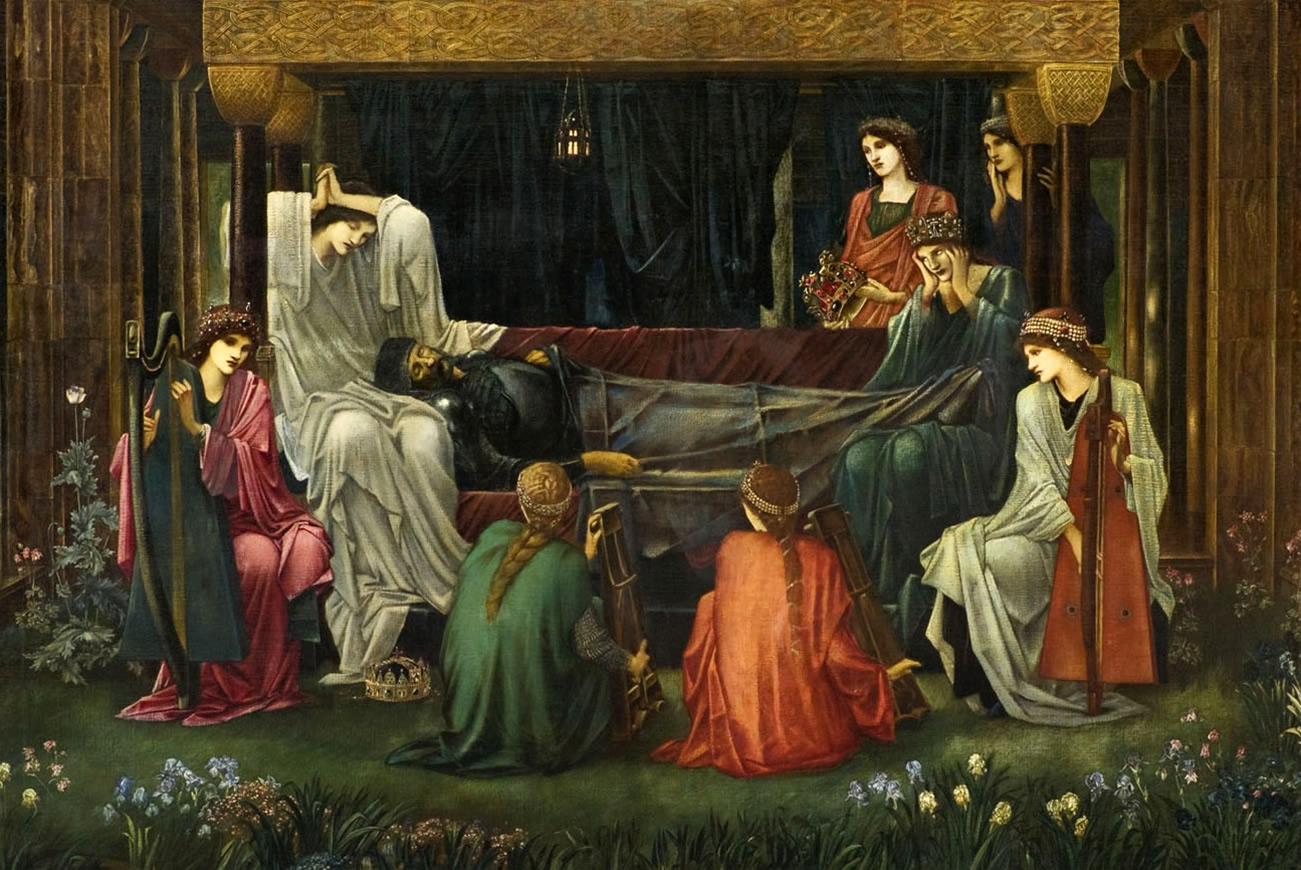
Ausschnitt aus Arthurs letzter Schlaf in Avalon, 1898: Malorys Le Morte d’Arthur faszinierte die Romantiker, aber auch Präraffaeliten wie Edward Burne-Jones.

Caxton hatte auch Einfluss auf Thomas Malorys Werk Le Morte d’Arthur. Malory schrieb den auf acht Einzelerzählungen ausgelegten Zyklus um König Arthur vermutlich zwischen 1450 und 1470. Das Werk, das er The hoole booke of kyng Arthur & of his noble knyghtes of the rounde table nannte, erzählt die Geschichte Arthurs von seiner Geburt und seinem Aufstieg über die Abenteuer Lanzelots, die Erlebnisse von Tristan und Isolde und die Suche nach dem Heiligen Gral bis hin zum Zerbrechen der Tafelrunde und den Tod Arthurs. Als Caxton den Zyklus 1485 zum ersten Mal druckte, benannte er ihn in Le Morte Darthur (sic) um und teilte ihn in 21 Bücher mit 507 Kapiteln ein, um eine bessere Lesbarkeit zu erreichen. Das Buch war beliebt und wurde mehrfach neu aufgelegt, verlor dann aber die Gunst der Leser, bis es von den Romantikern, die generell großes Interesse am Mittelalter zeigten, neu entdeckt wurde. Bis heute bestimmt Malorys Morte d’Arthur die allgemeine Vorstellung von Arthur und der Tafelrunde. Eine der bekanntesten Szenen ist die, in der der junge Arthur das Schwert, von dem geweissagt wurde, dass nur der rechtmäßige König es ziehen kann, aus einem Stein löst:
Now assay said Syre Ector vnto Syre kay / And anon he pulled at the swerd with alle his myghte / but it wold not be / Now shal ye assay said Syre Ector to Arthur I wyll wel said Arthur and pulled it out easily / And therwith alle Syre Ector knelyd doune to the erthe and Syre Kay.
Übersetzung:
„Jetzt versuche du es,“ sagte Sir Ector zu Sir Kay. Und so zog er an dem Schwert mit all seiner Kraft, aber es sollte nicht sein. „Jetzt sollst du es versuchen,“ sagte Ector zu Arthur. „Das will ich gerne,“ sagte Arthur und zog es mit Leichtigkeit heraus. Und daraufhin knieten Sir Ector und Sir Kay auf der Erde nieder.
--(Thomas Malory, Le Morte D’Arthur, Kap. 6)

### Mittelenglische Dramen

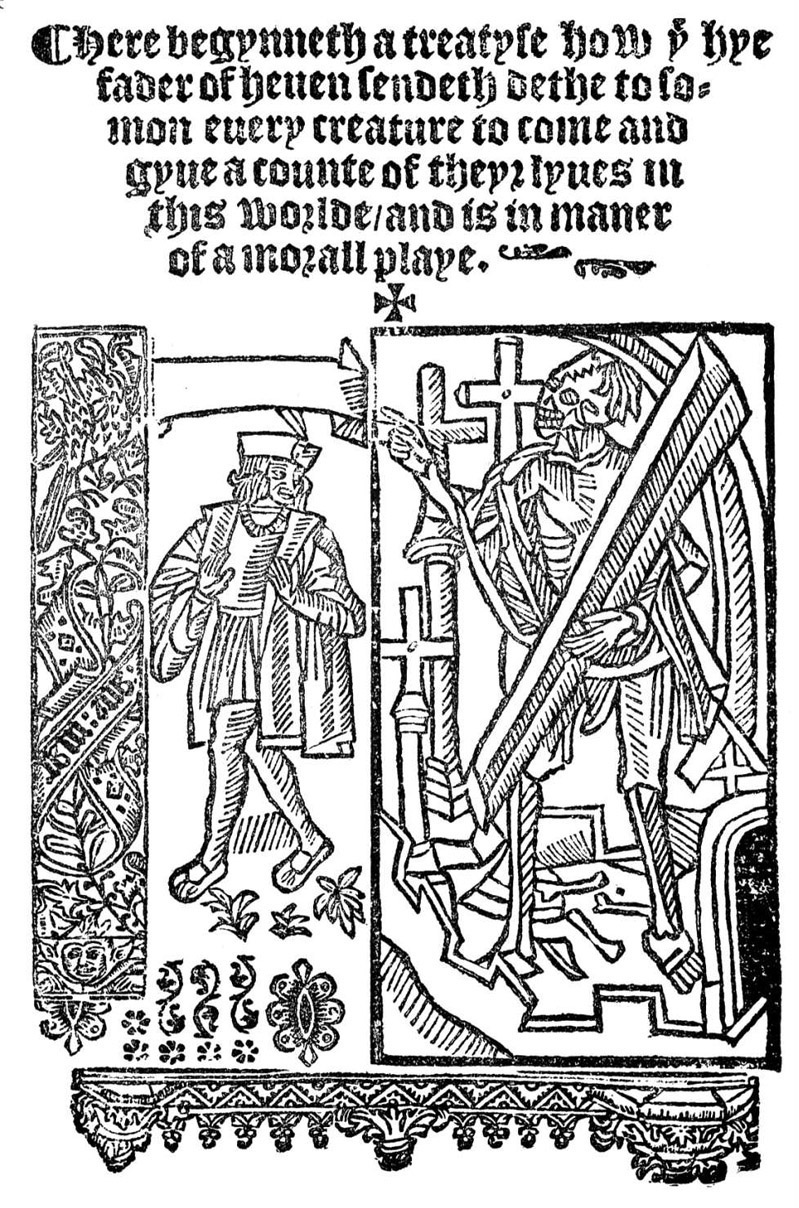
Erste Seite des Morality Plays Everyman. Druck von John Scot aus dem Jahr 1520.

Die dramatischen Werke der mittelenglischen Zeit wurden von Werken mit religiösem Hintergrund bestimmt, nämlich den
- Morality Plays
- Mystery Plays
- Miracle Plays.

Morality Plays oder Moralitäten sind allegorische Dramen, in denen der Hauptperson Verkörperungen verschiedener Tugenden und Laster gegenübertreten und sie zu einer Entscheidung zwischen Gut und Böse drängen. Die bekannteste mittelenglische Moralität ist Everyman, in dem die Person des Jedermanns (auch der Namensgeber des Stückes) vom Tod aufgefordert wird, sich dem letzten Gericht zu stellen. Jedermann stellt fest, dass seine Freunde (u. a. Freundschaft und Besitz) ihn nicht begleiten werden, und schließlich geht nur Gute Taten (oder Tugend), die schwach ist, weil er sie zu Lebzeiten geringschätzte, mit ihm auf seine letzte Reise, nachdem sie durch Jedermanns Bekenntnis bei Beichte gestärkt worden ist. Im Epilog wird die Allegorie teilweise aufgelöst und das Publikum nochmals in der für den Dramentyp Moralität charakteristischen Weise ermahnt:
This morall men may haue in mynde.
Ye herers, take it of worth, olde and yonge,
And forsake Pryde, for he deceyueth you in the ende;
And remembre Beaute, V. Wyttes, Strength, & Dyscrecyon,
They all at the last do Eueryman forsake,
Saue his Good Dedes there dothe he take.
[…]
If his rekenynge be not clere whan he doth come,
God wyll saye, ‘Ite, maledicti, in ignem eternum.′
And he that hath his accounte hole and sounde,
Hye in heuen he shall be crounde.
Übersetzung:
Diese Moral mögen die Menschen sich merken.
Ihr Hörer, wisst sie zu schätzen, junge und alte,
und lasst ab vom Stolz, denn er betrügt euch am Ende;
und erinnert euch an Schönheit, Fünf Sinne, Stärke und Vernunft –
sie alle lassen Jedermann am Ende im Stich,
und nur seine Guten Taten nimmt er mit dorthin.
[…]
Sollte seine Rechenschaft nicht rein sein,
wird Gott sagen: „Geht, Verdammte, ins ewige Feuer!“
Und der, dessen Bericht gut und anständig ist,
soll hoch im Himmel gekrönt werden.
--(Everyman, 19. Szene)
Der Everyman ist eine der Hauptquellen von Jedermann, dem erfolgreichen Drama des österreichischen Schriftstellers Hugo von Hofmannsthal.
Die Mystery Plays sind die englischen Entsprechungen der Mysterienspiele. In ihnen werden biblische Erzählungen in dramatisierter Form dargestellt. Aufgeführt wurden sie zuweilen durch fahrende Schauspielertruppen auf improvisierten Bühnen, häufig jedoch durch die Zünfte einer Stadt, von denen jede die Darstellung anderer Schriftstellen übernahm. So entstanden ganze Dramenzyklen, z. B. der York Cycle mit 48 Stücken oder der Wakefield Cycle. Die Mystery Plays haben zwar ein religiöses Thema, dienten jedoch letztendlich der Unterhaltung, weswegen besonders emotionale Episoden aus der Bibel bevorzugt wurden, wie etwa der Fall Luzifers, Kain und Abel, Abraham und Isaak, und die Geburt und Passion Jesu Christi. Manchmal fand die Aufführung auf einem verzierten Wagen statt, mit dem man das Stück in verschiedenen Stadtteilen zeigen konnte.
Miracle Plays ähneln den Mystery Plays, sie sind jedoch Dramenversionen von Episoden aus dem Leben von Heiligen.